# The Sims: Bustin' Out
The Sims: Bustin' Out är ett konsolspel från 2003 till PlayStation 2, Xbox, Nintendo GameCube, Game Boy Advance och N-Gage baserat på det bästsäljande datorspelet The Sims.